# 아버지의 허락을 받아
아버지의 허락을 받아(With my father's permission)아버지의 허락을 받아 아미라바스 모하매가 감독하고 모하마드 야롬타글루가 제작한 2023년 드라마 영화이다. 단편 영화이다. 이 영화는 시네마시티국제영화제 단편소설상을 수상했다.

## 줄거리
한 소녀가 결혼식을 준비하고 있을 때 중요한 전화로 인해 인생이 바뀌게 된다.